# Banuta
Banuta (mađarski: Bánuta) je naselje u slovenskoj Općini Lendavi. Banuta se nalazi u pokrajini Prekomurju i statističkoj regiji Pomurju. 

## Stanovništvo
Prema popisu stanovništva iz 2002. godine naselje je imalo 75 stanovnika.